# Мало Чрнело
Мало Чрнело (словен. Malo Črnelo) — поселення в общині Іванчна Гориця, Осреднєсловенський регіон, Словенія. Висота над рівнем моря: 331,2 м.